# Ángel Basanta
Ángel Basanta Folgueira (Crecente, A Pastoriza, 24 de marzo de 1950) es un escritor y crítico literario español. Fue elegido presidente de la Asociación Española de Críticos Literarios en 2010.

## Trayectoria
Después de cursar el Bachillerato en 1960 en el Seminario de Mondoñedo, se licenció en Filología Románica por la Universidad de Santiago de Compostela. Fue profesor de esa misma universidad de 1973 hasta 1976, cuando empezó a impartir sus clases de Didáctica de la Literatura Española en la Universidad Complutense de Madrid.
Ha sido crítico literario para medios como el periódico ABC o El Mundo. Además, ha dirigido colecciones como la Biblioteca Básica de Literatura para la Editorial Anaya y es autor de ediciones para obras clásicas, citando algunas: Lazarillo de Tormes, El Quijote, Rinconete y Cortadillo,  El Buscón o El sombrero de tres picos. Ha realizado asimismo trabajos críticos sobre novelistas contemporáneos.
Fue elegido presidente de la Asociación Española de Críticos Literarios en 2010, y desde 2015 es secretario de la Asociación Internacional de Críticos Literarios. Por otro lado, ha sido miembro del jurado en varias ediciones del Premio Logroño de Narrativa. 

## Obra
- Cuarenta años de novela española (1939-1979). Madrid, Editorial Cincel, 1979.
- La novela de Baroja. El esperpento de Valle-Inclán. Madrid, Cincel, 1980.
- Cervantes. Madrid, Cincel, 1981.
- La novela española de nuestra época. Madrid, Anaya, 1990.
- Cervantes y la creación de la novela moderna. Madrid, Anaya, 1992.
- Baroja o la novela en libertad. Madrid, Anaya, 1993.
- Carlos Reigosa. Paixón por saber e arte de contar. Editorial Xerais.